# بيتو نافارو
بيتو نافارو (بالإنجليزية: Alberto Navarro)‏ (25 مارس 1989 في الولايات المتحدة - ) هو لاعب كرة قدم أمريكي في مركز الدفاع. لعب مع نادي ادمونتون وJacksonville Armada FC ‏ وFresno FC U-23 ‏ وCal FC ‏ وOrange County SC ‏ وأتلانتا سيلفرباكس.

## وصلات خارجية
- بيتو نافارو على موقع قاعدة بيانات كرة القدم.إي يو (الإنجليزية)
- بيتو نافارو على موقع Soccerway.com (الإنجليزية)